# ایلول
| از نخستین روز این ماه، شوفار هر سپیده بصدا درمی‌آید تا روش هشانا (بغیراز شبات). |         |
| شماره ماه:                                                                     | ۶       |
| شمار روزها:                                                                    | ۲۹      |
| فصل:                                                                           | تابستان |
| گاه‌شماری میلادی:                                                               | اوت     |

ایلول (به عبری: אֱלוּל‌) دوازدهمین ماه یا ششمین ماه از تقویم عبری است. ایلول ماهی تابستانی و ۲۹ روزه است. نام این ماه از نام‌های بابلی گرفته شده‌است و از ریشه آکادی به معنی «برداشت» است. ماه آکادی مشابهی به نام ایلولو وجود دارد.
در دین یهودی ماه ایلول زمان توبه است زیرا قبل از روش هاشانا و یوم کیپور می‌باشد. ایلول زمانی است که قلب فرد باید به خدا نزدیکتر شده تا در روز قضاوت (روش هاشانا) و روز جزا ([یوم کیپور) است. در تمامی ماه ایلول مراسم خاصی وجود دارد و شیپور هر روز صبح (به غیر از شبات) نواخته می‌شود. نواختن شیپور به معنی بیدار کردن روح و آماده‌سازی برای روز داوری و روزهای مقدس است. ایلول زمانی است که در آن درخواست بخشش به خاطر کارهای نادرست صورت می‌گیرد. همچنین به صورت معمول زبور ۲۷ هر روز خوانده می‌شود. علاوه بر نواختن شیپور در رسوم یهودیان اشکنازی هر روز سلیخوت خوانده می‌شود. بسیاری یهودیان از قبر آشنایان خود در این ماه زیارت می‌کنند و این مراسم را نیز اجرا می‌کنند.

## ایلول در تاریخ یهودیت

### ۱
- (۱۳۱۳ پیش از میلاد) - موسی از کوه سینا بالا می‌رود تا برای بار سوم ۴۰ روز را در آنجا سپری کند.

### ۵
- حزقیال نبی نابود شدن معبد را پیش‌بینی می‌کند.

### ۱۰
- (۲۱۰۵ پیش از میلاد) - نوح کلاغ سیاه را برای فهمیدن اوضاع پس از طوفان می‌فرستد.

### ۱۷
- (۲۱۰۵ پیش از میلاد) - نوح کبوتر را برای بازرسی محل پس از طوفان می‌فرستد.

### ۲۵
- (۳۷۶۱ پیش از میلاد) اولین روز آفرینش
- (۳۳۵ پیش از میلاد) - دیوارهای اورشلیم بازسازی می‌شود.